# استار اویا
استار اویا (به انگلیسی: Estar Avia) یک شرکت هواپیمایی است که در ۲۰۰۳ میلادی تأسیس شده‌است. دفتر مرکزی استار اویا در مسکو، روسیه واقع شده‌است.